# Сулейман Дельвіна
Сулейман Дельвіна (5 жовтня 1884, Дельвіна — 1 серпня 1932, Вльора) — албанський політичний діяч, голова уряду у 1920 році.

## Біографія
Сулейман Дельвіна народився у містечку Дельвіна на півдні Албанії. У 1899 році він здобув вищу освіту в Мектеб-і Мюлку (нині Університет Анкари). Він одружився із сестрою Шафера Вілли, майбутнього міністра закордонних справ Албанії.
У 1919 році він представляв албанських комуністів Османської імперії на Паризькій мирній конференції. У 1924 році Сулейман Дельвіна став одним з лідерів революції, що скинула режим Ахмета Зогу, короля Албанії і встановила демократичний уряд. Фан Нолі став новим Прем'єр-міністром, тоді як Сулейман Дельвіна посів пост міністра закордонних справ у цьому уряді.
Дельвіна помер 1 серпня 1932 року у Вльорі.